# Motettenchor
Motettenchor ist ein Name für einen Kammerchor, dessen ursprünglicher oder dauernder Repertoire-Schwerpunkt auf der Aufführung von Motetten aller oder bestimmter Musikepochen liegt. Daneben wird dieser Name auch von Chören gewählt, bei denen kein besonderer Bezug zu dieser Chorliteraturgattung erkennbar ist.
Siehe auch:
- Dresdner Motettenchor
- Münchner Motettenchor
- Rostocker Motettenchor
- Motettenchor Stuttgart